# Temporada 1972-73 de los Atlanta Hawks
La temporada 1972-73 fue la quinta de los Atlanta Hawks en la NBA en su ubicación de Atlanta, la vigésimo cuarta en la liga y la vigésimo séptima desde su fundación. La temporada regular acabó con 46 victorias y 36 derrotas, ocupando el cuarto puesto de la Conferencia Este, logrando clasificarse para los playoffs, cayendo en las semifinales de conferencia ante los Boston Celtics.

## Elecciones en elDraft
| Ronda | Puesto | Jugador      | Posición | Nacionalidad   | Universidad |
| ----- | ------ | ------------ | -------- | -------------- | ----------- |
| 2     | 21     | Steve Bracey | Base     | Estados Unidos | Tulsa       |

## Temporada regular
| División Central    | División Central | División Central | División Central | División Central | División Central | División Central | División Central | División Central |
| Equipo              | G                | P                | %                | PD               | Casa             | Fuera            | Neutral          | Div              |
| ------------------- | ---------------- | ---------------- | ---------------- | ---------------- | ---------------- | ---------------- | ---------------- | ---------------- |
| y-Baltimore Bullets | 52               | 30               | .634             | –                | 24–9             | 21–17            | 7–4              | 17–5             |
| x-Atlanta Hawks     | 46               | 36               | .561             | 6                | 28–13            | 17–23            | 1–0              | 10–12            |
| Houston Rockets     | 33               | 49               | .402             | 19               | 14–14            | 10–28            | 9–7              | 9–13             |
| Cleveland Cavaliers | 32               | 50               | .390             | 20               | 20–21            | 10–27            | 2–2              | 8–14             |

## Playoffs

### Semifinales de Conferencia
Boston Celtics vs. Atlanta Hawks 
| Fecha       | Partido                               | Ciudad  |
| ----------- | ------------------------------------- | ------- |
| 1 de abril  | Boston Celtics 134, Atlanta Hawks 109 | Boston  |
| 4 de abril  | Atlanta Hawks 113, Boston Celtics 126 | Atlanta |
| 6 de abril  | Boston Celtics 105, Atlanta Hawks 118 | Boston  |
| 8 de abril  | Atlanta Hawks 97, New York Knicks 94  | Atlanta |
| 11 de abril | Boston Celtics 108, Atlanta Hawks 101 | Boston  |
| 13 de abril | Atlanta Hawks 103, Boston Celtics 121 | Atlanta |
|             | Boston Celtics gana las series 4-2    |         |

## Estadísticas
| Rk | Jugador          | Edad | P  | PT | MP   | TC   | TCI  | %TC  | TL  | TLI | %TL  | RB   | AS  | FP  | PTS  |
| -- | ---------------- | ---- | -- | -- | ---- | ---- | ---- | ---- | --- | --- | ---- | ---- | --- | --- | ---- |
| 1  | Lou Hudson       | 28   | 75 |    | 40.4 | 10.9 | 22.8 | .477 | 5.3 | 6.4 | .825 | 6.2  | 3.4 | 2.6 | 27.1 |
| 2  | Pete Maravich    | 25   | 79 |    | 39.1 | 10.0 | 22.6 | .441 | 6.1 | 7.7 | .800 | 4.4  | 6.9 | 3.1 | 26.1 |
| 3  | Walt Bellamy     | 33   | 74 |    | 37.9 | 6.1  | 12.2 | .505 | 3.8 | 7.1 | .538 | 13.0 | 2.4 | 3.3 | 16.1 |
| 4  | Jim Washington   | 29   | 75 |    | 37.8 | 4.1  | 9.5  | .432 | 2.2 | 3.0 | .728 | 10.7 | 2.3 | 3.4 | 10.4 |
| 5  | Herm Gilliam     | 26   | 76 |    | 36.1 | 6.2  | 13.3 | .468 | 1.6 | 2.0 | .820 | 5.3  | 6.3 | 3.4 | 14.0 |
| 6  | George Trapp     | 24   | 77 |    | 24.1 | 4.7  | 10.7 | .436 | 1.9 | 2.5 | .773 | 5.9  | 1.6 | 3.6 | 11.3 |
| 7  | Don Adams        | 25   | 4  |    | 19.0 | 2.0  | 9.5  | .211 | 1.8 | 2.0 | .875 | 5.5  | 1.3 | 2.8 | 5.8  |
| 8  | John Wetzel      | 28   | 28 |    | 18.0 | 1.5  | 3.4  | .447 | 0.5 | 0.6 | .824 | 2.1  | 1.4 | 1.5 | 3.5  |
| 9  | Steve Bracey     | 22   | 70 |    | 15.0 | 2.7  | 5.6  | .486 | 1.0 | 1.6 | .664 | 1.5  | 1.8 | 1.8 | 6.5  |
| 10 | Bob Christian    | 26   | 55 |    | 13.8 | 1.5  | 2.8  | .548 | 1.1 | 1.4 | .759 | 5.5  | 0.9 | 2.0 | 4.2  |
| 11 | Eddie Mast       | 24   | 42 |    | 10.6 | 1.2  | 2.8  | .424 | 0.5 | 0.7 | .633 | 3.2  | 0.9 | 1.2 | 2.8  |
| 12 | Jeff Halliburton | 23   | 24 |    | 9.9  | 2.1  | 4.8  | .431 | 0.9 | 0.9 | .955 | 1.1  | 1.2 | 1.2 | 5.0  |
| 13 | Don May          | 27   | 32 |    | 9.9  | 1.9  | 4.2  | .455 | 0.7 | 1.0 | .710 | 2.1  | 0.7 | 1.7 | 4.5  |
| 14 | John Tschogl     | 22   | 10 |    | 9.4  | 1.4  | 4.0  | .350 | 0.2 | 0.4 | .500 | 2.1  | 0.6 | 2.5 | 3.0  |

## Galardones y récords
| Jugador       | Galardón                              |
| Pete Maravich | 2.º Mejor quinteto de la NBA All-Star |
| Lou Hudson    | All-Star                              |